# José Ângelo Gaiarsa
José Angelo Gaiarsa (Santo André, 19 de agosto de 1920 — São Paulo, 16 de outubro de 2010) foi um psiquiatra brasileiro, autor de mais de 35 livros e com intensa participação na imprensa, principalmente a televisiva.

## Biografia
Nasceu em 1920 na cidade de Santo André, região metropolitana de São Paulo. Formado em medicina pela Universidade de São Paulo e especializado em  Psiquiatria pela Associação Paulista  de Medicina, foi o introdutor das técnicas corporais em psicoterapia no Brasil. 
Durante dez anos, de 1983 a 1993, Gaiarsa apresentou o quadro Quebra-Cabeça no programa Dia-a-Dia, transmitido pela Rede Bandeirantes, em que analisava problemas emocionais, contando sempre com a participação dos espectadores. 
O médico foi um teórico sobre a psicologia da performance, com implicações na ética prática e na comunicação não verbal. Suas produções na área da psicoterapia têm contribuído para a produção científica e para a socialização dos conhecimentos sobre corpo e subjetividade, além de temas como família, sexualidade e relacionamentos amorosos.
Morreu na capital paulista no dia 16 de outubro de 2010, aos noventa anos de idade, em decorrência de causas naturais, em sua residência.

## Obra
Entre os livros publicados destacam-se:
- Agressão, violência e crueldade (1993)
- A Estátua e a Bailarina (1976)
- A Engrenagem e a Flor (1966)
- A Família de que se Fala e a Família de que se Sofre
- A Inconsciência Coletiva
- As vozes da Consciência (1991)
- Amores Perfeitos (1994)
- A Cartilha da Nova Mãe
- Couraça Muscular do Caráter (1984)
- Educação Familiar e Escolar Para o Terceiro Milênio (2008)
- Espelho Mágico: um Fenômeno Social Chamado Corpo e Alma
- Família e Política
- Formando Agentes de Transformação Social (2009)
- Lições de Amor : Briga de Casal
- Meio século de psicoterapia verbal e corporal
- Minha Querida Mamãe
- O Corpo e a Terra (1991)
- O que é Corpo? (1986)
- O que é Pênis? (1989)
- Organização das Posições e Movimentos Corporais (1984)
- O Olhar (2000)
- Sexo, Reich e Eu (1981)
- Sexo: Tudo que Ninguém Fala Sobre o Tema (2005)
- Sobre Uma Escola para o Novo Homem (1995)
- Tratado Geral Sobre a Fofoca (1978)
- Poder e Prazer - O Livro Negro da Família, do Amor e do Sexo (1986)